# کری مولیگان
کری هانا مولیگان (انگلیسی: Carey Hannah Mulligan؛ زادهٔ ۲۸ مهٔ ۱۹۸۵) بازیگر انگلیسی است. او افتخارات گوناگونی از جمله یک جایزهٔ فیلم بفتا دریافت کرده و علاوه بر این سه نامزدی در مراسم اسکار، چهار نامزدی در گلدن گلوب و یک نامزدی در تونی دارد.
مولیگان فعالیت حرفه‌ای خود را در تئاتر رویال کورت آغاز کرد. نخستین حضور او در سینما مربوط به درام عاشقانهٔ غرور و تعصب (۲۰۰۵) بود. نخستین حضور او در برادوی با احیای نمایش‌نامهٔ مرغ دریایی در ۲۰۰۸ بود. نقش برجستهٔ مولیگان، یک دختر مدرسه‌ای دههٔ ۱۹۶۰ در درام دورهٔ بلوغ درس‌آموزی (۲۰۰۹) بود که برایش برندهٔ جایزهٔ بفتای بهترین بازیگر زن و نامزد دریافت جایزهٔ اسکار شد. او در ۲۰۱۳ در درام عاشقانهٔ گتسبی بزرگ و کمدی-درام درون لوین دیویس حضور یافت. مولیگان برای بازی در نقش زنی انتقام‌جو در کمدی سیاه زن جوان آتیه‌دار (۲۰۲۰) و فلیشا مانتیلگره در فیلم زندگی‌نامه‌ای مایسترو (۲۰۲۳) بار دیگر نامزد دریافت جایزهٔ اسکار شد. همچنین برای حضور در نمایش نورگیر نامزد دریافت جایزهٔ تونی شد.
مولیگان از سال ۲۰۱۲ سفیر خیریهٔ انجمن آلزایمر و از سال ۲۰۱۴ سفیر خیریهٔ وار چیلد بوده‌است. او با موسیقی‌دان مارکوس مامفرد ازدواج کرد و سه فرزند دارد.

## زندگی شخصی
مولیگان از سال ۲۰۰۹ تا ۲۰۱۰ با شایا لباف در رابطه بود. آن‌ها در فیلم وال استریت: پول هرگز نمی‌خوابد (۲۰۱۰) با یکدیگر هم‌بازی شدند.
مولیگان در سال ۲۰۱۲ با مارکوس مامفرد، خوانندهٔ اصلی مامفرد اند سانز، ازدواج کرد. آن‌ها دوست مکاتبه‌ای یکدیگر بودند که قطع ارتباط کرده بودند اما در بزرگسالی دوباره با هم ارتباط برقرار کردند. این دو چند هفته پس از پایان ساخت درون لوین دیویس که هر دو در آن نقش داشتند، در ۲۱ آوریل ۲۰۱۲ ازدواج کردند. آن‌ها سه فرزند دارند.

## فیلم‌شناسی
| سال  | عنوان                         | نقش                  | توضیحات                 |
| ---- | ----------------------------- | -------------------- | ----------------------- |
| ۲۰۰۵ | غرور و تعصب                   | کیتی بنت             |                         |
| ۲۰۰۷ | و آخرین بار کی پدرت را دیدی؟  | راشل                 |                         |
| ۲۰۰۹ | بهترین                        | رز                   |                         |
| ۲۰۰۹ | برادران                       | کیسی ویلیس           |                         |
| ۲۰۰۹ | دشمنان ملت                    | کارول اسلیمن         |                         |
| ۲۰۰۹ | درس‌آموزی                      | جنی ملور             |                         |
| ۲۰۱۰ | هرگز رهایم مکن                | کتی اچ               |                         |
| ۲۰۱۰ | وال استریت: پول هرگز نمی‌خوابد | وینی گکو             |                         |
| ۲۰۱۱ | رانندگی                       | آیرین                |                         |
| ۲۰۱۱ | شرم                           | سیسی سالیوان         |                         |
| ۲۰۱۳ | گتسبی بزرگ                    | دیزی بوکانان         |                         |
| ۲۰۱۳ | درون لوین دیویس               | ژان برکی             |                         |
| ۲۰۱۵ | دور از اجتماع خشمگین          | باثشبا اوردنه        |                         |
| ۲۰۱۵ | حق رأی                        | مود واتس             |                         |
| ۲۰۱۷ | گل‌گرفته                       | لورا مک‌آلن           |                         |
| ۲۰۱۸ | حیوانات وحشی                  | ژانت برینسون         |                         |
| ۲۰۲۰ | زن جوان آتیه‌دار               | کاساندرا "کیسی" تامس | همچنین تهیه‌کنندهٔ اجرایی |
| ۲۰۲۰ | یک سرود کریسمس                | بل (صداپیشه)         |                         |
| ۲۰۲۱ | حفاری                         | ادیت پرتی            |                         |
| ۲۰۲۲ | آن زن گفت                     | مگان توهی            |                         |
| ۲۰۲۳ | سالتبرن                       | پاملا بیچاره عزیز    |                         |
| ۲۰۲۳ | مایسترو                       | فلیشا مانتیلگره      |                         |
| ۲۰۲۴ | فضانورد                       | لنکا پروخازکا        |                         |
| ۲۰۲۴ | شماره یک برای پول             | نل                   |                         |
| ۲۰۲۵ | وایلدوود                      | الکساندرا (صداپیشه)  |                         |